# Zygonyx ida
Zygonyx ida is een libellensoort uit de familie van de korenbouten (Libellulidae), onderorde echte libellen (Anisoptera).
De wetenschappelijke naam Zygonyx ida is voor het eerst geldig gepubliceerd in 1867 door Hagen.